# Psychotria nigra
Psychotria nigra är en måreväxtart som först beskrevs av Joseph Gaertner, och fick sitt nu gällande namn av Arthur Hugh Garfit Alston. Psychotria nigra ingår i släktet Psychotria och familjen måreväxter.

## Underarter
Arten delas in i följande underarter:
- P. n. nigra
- P. n. peninsularis